# يوكيكو سوغاوارا
يوكيكو سوغاوارا (باليابانية: 菅原幸子) هي موسيقية وعازفة بيانو يابانية، ولدت في القرن العشرين في سابورو في اليابان.